# ريغي ساندرز (لاعب كرة قاعدة)
ريغي ساندرز (بالإنجليزية: Reggie Sanders)‏ هو لاعب كرة قاعدة أمريكي، ولد في 1 ديسمبر 1967 في كارولاينا الجنوبية في الولايات المتحدة.

## وصلات خارجية
- ريغي ساندرز (لاعب كرة قاعدة) على موقعبيزبول رفرنس.كوم (الدوري الرئيسي) (الإنجليزية)
- ريغي ساندرز (لاعب كرة قاعدة) على موقع إي إس بي إن.كوم (أم.أل.بي) (الإنجليزية)
- ريغي ساندرز (لاعب كرة قاعدة) على موقع مشجعي الرسوم البيانية (الإنجليزية)